# Friday the 13th: The Game
Friday the 13th: The Game era un videogioco avventura dinamica di tipo survival horror sviluppato da Gun Media e IllFonic, basato sul franchise di Venerdì 13.
Il videogioco è stato distribuito il 26 maggio 2017; la beta del gioco si è svolta tra il 21 e il 25 dicembre 2016, mentre il trailer di presentazione definitivo è stato pubblicato il 21 aprile 2017. Il prezzo iniziale è stato di €3.99. È stato abbandonato dagli sviluppatori nel 2020 a causa di una battaglia legale persa contro Horror inc. Il gioco è stato chiuso il 31 dicembre 2024.

## Sviluppo

### Storia
Inizialmente il gioco era stato concepito per avere il titolo Slasher Vol. 1: Summer Camp, e sarebbe stato ambientato nel campeggio Foresta verde (Camp Forest Green). Successivamente, Gun Media inizia a prendere accordi con Sean S. Cunningham, regista di Venerdì 13.
Il direttore esecutivo e produttore Randy Greenback organizzò una campagna su BackerKit e Kickstarter per finanziare lo sviluppo del gioco. Sono stati raccolti 422,866 dollari da 18,068 contribuenti su BackerKit e all'incirca 823,704.20 da 12,128 contribuenti su Kickstarter, raccogliendo in totale 1,246,570.20 dollari.
L'annuncio ufficiale di evoluzione del progetto, da Slasher Vol. 1: Summer Camp a Friday the 13th: The Game, arrivò il 13 ottobre 2015.
Il 31 ottobre, Harry Manfredini, curatore della colonna sonora per Venerdì 13, rivelò che si sarebbe occupato delle musiche del videogioco (anteprime della musica sono state pubblicate il 9 novembre 2015 e il 14 maggio 2016).
Il 4 novembre, Gun Media diffonde alcune prime immagini del gioco mentre è in pre-alfa. Il 10 novembre, Illfonic posta sul canale YouTube di Gun Media un dietro le quinte, in cui viene mostrato dove gli sviluppatori lavorano; vengono inoltre mostrate alcune immagini del gioco e la modellazione 3D di Jason.
Il 25 febbraio 2016, Gun Media e Illfonic diffondono un altro dietro le quinte, in cui Kane Hodder è insieme a Tarah Paige e Ryan Staats, i due attori che prestano i loro movimenti rispettivamente a tutti i personaggi femminili e maschili del gioco. Anche Kane Hodder, che ha interpretato Jason ne Il sangue scorre di nuovo, Incubo a Manhattan, Jason va all'inferno e Jason X ha prestato i suoi movimenti tramite motion capture. Infine Thom Mathews, che ha interpretato Tommy Jarvis in Jason vive, riprende anch'esso il suo ruolo nel gioco. Il video è stato condiviso e ricaricato il giorno stesso da Bloody Disgusting.
Un incontro con gli sviluppatori, nel gennaio 2016, per il PAX South 2016, mostra un primo video dell'alfa e una lista di uccisioni; il primo gameplay viene pubblicato a giugno, durante l'E3 2016.
Il 2 settembre, esce un altro trailer per il PAX West - intitolato Xlll- che mostra Jason Voorhees (appositamente disegnato da Tom Savini) eseguire una serie di uccisioni, con in sottofondo XlIl dei Crazy Lixx.
Il gioco doveva essere inizialmente pubblicato a fine 2016, tuttavia è stato rimandato al 26 maggio 2017.
Il 13 ottobre 2017 il gioco è stato pubblicato in versione fisica per le console ma non per PC. 
Per provare a risolvere molti dei problemi riscontrati dai giocatori, il 24 maggio 2018 il motore di gioco è stato aggiornato all'ultima versione. Sempre nello stesso giorno sono state pubblicate anche le sfide a giocatore singolo.

### Cabina virtuale
Il 30 giugno 2016, con la cabina virtuale (Virtual Cabin), è possibile avere un'idea della panoramica del gioco in attesa del suo completamento. La cabina contiene informazioni sui vari personaggi ed easter egg, oltre che ad immagini sulle varie armi e sugli oggetti utilizzati nel gioco. Una stanza in cui sono presenti tutti i modelli di Jason (Jason Room; stanza di Jason), viene resa accessibile il 18 luglio 2016. Il 12 agosto dello stesso anno, viene resa visitabile una stanza che contiene alcuni fra i sopravvissuti del gioco, disposti in cerchio intorno ad un falò.

## Struttura del gioco
Friday the 13th: The Game è un survival horror, un mondo semi-aperto, dove si sfidano 8 giocatori: uno impersona Jason Voorhees, gli altri 7 gli animatori. Lo scopo degli animatori è quello di collaborare tra di loro visitando capanni, raccogliendo armi per difendersi e strumenti vari (nascosti all'interno dei vari capanni) per fuggire dal campeggio. Lo scopo di Jason è trovare e uccidere gli animatori prima che loro fuggano dal campeggio. Ogni partita dura un massimo di 20 minuti.

### L’inizio della partita
Ogni partita inizia con gli animatori riuniti in gruppo, mentre uno di loro si accinge a raggiungere il gruppo o se ne sta in disparte. Quest’ultimo verrà raggiunto e ucciso da Jason sotto gli occhi terrorizzati degli altri animatori che fuggiranno via disperdendosi nella mappa. Da lì, il giocatore che interpreta Jason avrà 20 minuti per scovare e uccidere tutti gli animatori.

### Mappe di gioco
Il gioco comprende 8 mappe (di cui tre presenti anche in forma ridotta) tratte dai primi 5 film e ambientate nello stesso anno di ambientazione del film:
- Crystal Lake (1979);
- Packanack Lodge (1984);
- Rifugio di Higgins (1984);
- Casa di Jarvis (1984);
- Pinehurst (1986);
- Crystal Lake piccola (1979);
- Packanack Lodge piccola (1984);
- Rifugio di Higgins piccola (1984).

### Vie di fuga
- Automobile gialla biposto: può essere usata solo dopo aver trovato e installato la batteria, aver riempito il serbatoio e aver trovato le chiavi;
- Automobile blu a quattro posti: come quella gialla necessita della batteria, del carburante e delle chiavi per poter essere usata;
- Motoscafo: permette di fuggire attraversando i confini del lago e il numero massimo di giocatori che può contenere è di due. Necessita del carburante e di una elica;

- Polizia: dopo aver trovato il fusibile e riparato la cabina telefonica, si può contattare la polizia. Una volta contattata essa arriverà dopo 5 minuti fermandosi nei confini del campeggio. Una volta raggiunti i confini, se vi è la polizia, è possibile scappare;

### Abilità di Jason
Jason è dotato di varie abilità che lo aiutano a rintracciare gli animatori:
- Teletrasporto: permette a Jason di teletrasportarsi da un punto a un altro della mappa;
- Percezione: evidenzia in rosso eventuali animatori nelle vicinanze di Jason o eventuali capanni dove sono nascosti gli animatori (se non compare nessun evidenziamento, gli animatori sono nascosti);
- Trasferimento: permette a Jason di inseguire rapidamente un animatore per pochi secondi;
- Stalking: annulla la percezione degli animatori di modo che Jason possa attaccarli a loro insaputa;
- Rabbia: disponibile verso la metà della partita, questa abilità permette a Jason di sfondare porte e muri istantaneamente. Se Jason viene attaccato ripetutamente in breve tempo la rabbia si attiverà dopo che esso perderà la maschera.

### Armi
Gli animatori possono usare varie armi per provare a difendersi da Jason: mazza da baseball, tavola di legno, ramo, ascia, machete, pentolino, chiave a pappagallo, pistola lancia-razzi, fucile, coltellino, petardi etc.
Alcune di esse possono anche stordire temporaneamente Jason. Se colpito più volte, Jason perde inoltre la maschera.

### Strumenti
- Batteria: necessaria per far funzionare le auto;
- Carburante:  necessario per le auto e l'aliscafo;
- Elica: necessaria per l'aliscafo;
- Radio: necessaria per contattare Tommy Jarvis;
- Fusibile: necessario per riparare la cabina telefonica;
- Trappola per orsi: trovabile nei capanni, può intrappolare Jason ma anche un animatore (anche Jason può disporre le trappole);
- Mappa: per orientarsi nel campeggio;
- Coltellino: permette agli animatori di sfuggire a Jason in caso quest'ultimo li acchiappa e di disattivare trappole;
- Spray medico: cura le eventuali ferite degli animatori.
- Maglione di Pamela: trovabile nel rifugio di Jason, consente a chi lo indossa di distrarre Jason fingendosi Pamela (il primo passaggio per poi uccidere Jason),
- "Videocassetta": è uno degli oggetti più rari del gioco, è trovabile ovunque.

La videocassetta è una specie di Easter egg utilizzabile nel menù principale del gioco, ci sono due tipi di videocassette, le cassette di Pamela e le cassette di Tommy Jarvis, esse si possono ascoltare per sapere un po' di più riguardo alla madre di Jason e alla sua storia, o per approfondire la storia di Tommy Jarvis.

### Paura
Un grande elemento a svantaggio degli animatori è la paura. Più hanno paura, più sarà facile per Jason rintracciarli. Può contribuire ad aumentare la paura degli animatori: il trovarsi al buio (Jason può distruggere i generatori), la vista di un cadavere, la vicinanza di Jason o l'essere aggrediti da quest'ultimo.

### Pamela Voorhees
Durante ogni partita, all’inizio, dopo ogni uccisione e quando un animatore riesce a liberarsi dalla presa di Jason, quest’ultimo sentirà la voce di sua madre Pamela che lo sprona a uccidere gli animatori. Inoltre, in ogni mappa (tranne Pinehurst) è presente la tomba della signora Voorhees nel cimitero locale mentre nel rifugio di Jason è presente la testa di Pamela circondata da candale accese insieme al maglione che può essere indossato dalle animatrici per distrarre Jason.

### Tommy Jarvis
Se chiamato da un animatore, il primo ucciso o scappato verrà richiamato nei panni di Tommy Jarvis che entrerà in gioco armato di fucile, coltellino e spray medico. Tuttavia anche Jarvis può essere ucciso da Jason.

### Uccisione di Jason
Jason può essere ucciso ma solo da Tommy Jarvis. Dopo aver perso la maschera infatti diventerà più vulnerabile. In particolare un giocatore dovrà distrarlo col maglione di Pamela e dopo dovrà dargli un colpo con un oggetto per farlo cadere in ginocchio. A questo punto, Jarvis, se armato di machete o ascia, può infilzare l'arma nella testa di Jason, uccidendolo.

## Modalità di gioco

### Sessioni multigiocatore (online)
Il giocatore accede ad una sessione online di gioco insieme ad altri giocatori. Ogni giocatore dovrà scegliere un animatore e un Jason e poi confermare. Quando tutti avranno confermato, la sessione si chiude e inizia la partita: il gioco sceglie automaticamente una mappa (può essere anche scelta da un giocatore casuale della lobby) e attribuisce a un giocatore della sessione il ruolo di Jason (nella versione da lui scelta) mentre i restanti saranno gli animatori (da loro scelti durante la sessione). Una sessione è composta da un minimo di 2 (Jason VS animatore) a un massimo di 8 giocatori (Jason VS 7 animatori). Alla fine di ogni partita il giocatore ottiene un punteggio per le azioni compiute che contribuirà a riempire la barra di livello e a salire di livello una volta riempita.

### Offline Bots
Modalità di gioco identica alle sessioni multigiocatore ma con alcune differenze: si gioca offline e il giocatore potrà giocare solo come Jason. Gli animatori saranno controllati dall’intelligenza artificiale. Il giocatore può scegliere tra le modalità facile, normale e difficile, il numero degli animatori (da un minimo di 1 a un massimo di 7) e la mappa di ambientazione.

### Cabina virtuale
La Cabina virtuale consiste nella risoluzione di una serie di enigmi per ottenere delle medaglie che condurranno alla fine all’anteprima di Uber Jason (ufficialmente cancellato). Inoltre è possibile raccogliere oggetti apparsi nei film e leggere informazioni sui film, i personaggi e gli attori ma pure sul gioco e sugli sviluppatori. È presente anche la Stanza di Jason che contiene tutti i modelli di Jason presenti nel gioco.

### Sfide single player
Come la precedente, questa modalità si gioca offline e consiste nel compiere 10 missioni in cui bisogna raggiungere determinati obiettivi:
- Sminuzzato;
- Lotta di potere;
- Lights Out;
- Osservando le stelle;
- Festa Packanack;
- Coccole intorno al fuoco;
- Strip Poker;
- Fuga;
- JASON È ARRIVATO;
- Festa delle Vacanze.

## Jason
| Jason               | Arma                   | Pro                                                                                            | Contro                                                                           | Livello richiesto per lo sblocco |
| ------------------- | ---------------------- | ---------------------------------------------------------------------------------------------- | -------------------------------------------------------------------------------- | -------------------------------- |
| Parte 2             | Piccone                | - Può correre - Piazzamento di trappole - Teletrasporto                                        | - Trasferimento - Scarsa difesa - Lenta velocità nell'acqua                      | Livello 13                       |
| Parte 3             | Ascia                  | - Può correre - Forza nell'uso delle armi - Forza nella presa                                  | - Scarsa resistenza allo stordimento - Scarsa percezione - Scarso stalking       | Nessun livello richiesto         |
| Retro Jason         | Ascia                  | - Può correre - Forza nell'uso delle armi - Forza nella presa                                  | - Scarsa resistenza allo stordimento - Scarsa percezione - Scarso stalking       | Nessun livello richiesto         |
| Parte 4             | Mannaia                | - Può correre - Forza nell'uso delle armi - Distruzione                                        | - Lenta velocità nell'acqua - Trasferimento - Piazzamento di trappole            | Livello 44                       |
| Parte 5 (Roy Burns) | Cesoie                 | - Può correre - Stalking - Lancio di coltelli                                                  | - Scarsa difesa - Scarsa presa - Scarsa resistenza allo stordimento              | Nessun livello richiesto         |
| Parte 6             | Lancia                 | - Lancio di coltelli - Alta percezione - Trasferimento                                         | - Scarsa difesa - Non può correre - Teletrasporto                                | Livello 3                        |
| Parte 7             | Machete                | - Percezione - Velocità nell'acqua - Forza nell'uso delle armi                                 | - Non può correre - Piazzamento di trappole - Scarsa resistenza allo stordimento | Livello 7                        |
| Parte 8             | Ascia da pompiere      | - Alta velocità nell'acqua - Distruzione - Stalking                                            | - Scarsa percezione - Non può correre - Forza nella presa                        | Livello 20                       |
| Parte 9             | Ascia da combattimento | - Trasferimento - Resistenza allo stordimento - Stalking                                       | - Non può correre - Meno punti ferita - Piazzamento di trappole                  | Livello 31                       |
| Jason Savini        | Tridente               | - Trasferimento - Forza nell'uso delle armi - Distruzione - Piazzamento di trappole - Stalking | - Lenta velocità nell'acqua - Non può correre - Forza nella presa                | Nessun livello richiesto         |

NOTA: Savini Jason è disponibile solo per i giocatori che hanno contribuito allo sviluppo del gioco.
Nota: Retro Jason è soltanto una skin per Jason parte 3 quindi non
è considerabile Jason a sé stante

## Uccisioni e prese letali
Nel gioco sono presenti molti tipi di uccisioni: è possibile colpire ripetutamente l’animatore mentre scappa, eseguire un’uccisione contestuale o una presa letale (alcune comuni per tutti i Jason, altre specifiche per ogni Jason).

### Uccisioni contestuali
- Jason schianta l'animatore dalla finestra;
- Jason tiene l'animatore su un muro e lo decapita con un pugno;
- Jason uccide un animatore nascosto in un armadio, in una cabina o sotto il letto usando la sua arma o nascosto in una tenda sbattendolo dentro il sacco a pelo contro un albero;
- Jason infilza un paletto da camino lungo la gola dell'animatore;
- Jason spinge l'animatore contro il camino bruciandogli la testa;
- Jason infilza l'animatore ai ganci di un attaccapanni;
- Jason infilza l'animatore a un rametto appuntito di un albero;
- Jason sbatte ripetutamente una porta contro la testa dell'animatore fino a rompergliela;
- Jason pugnala ripetutamente l'animatore;
- Jason pugnala l'animatore al ventre per poi sgozzarlo;
- Jason infilza un cacciavite nella tempia dell'animatore;
- Jason infilza l'animatore in un tronco tagliato;
- Jason infilza l'animatore al palo di una vaschetta per uccelli per poi rompergli la testa con la stessa vaschetta;
- Jason infilza l'animatore alle punte della recinzione del cimitero;
- Jason infilza la testa dell'animatore con la levetta di una fontanella;
- Jason si serve di un palo o di un albero per strappare le braccia all'animatore;
- Jason spinge l'animatore a terra contro una superficie per poi spezzargli la schiena schiacciandolo;
- Jason sbatte la testa dell'animatore contro una superficie spigolosa;
- Jason spinge sott'acqua l'animatore annegandolo;
- Jason infila la testa dell'animatore nell'acqua bollente di una pentola;
- Jason annega l'animatore in un gabinetto;
- Jason schianta la testa dell'animatore contro un tavolo per poi rompergli una radio addosso;
- Jason, con la sua arma, taglia le braccia all'animatore per poi decapitarlo.

### Prese letali senza arma
- Spezzatore di schiena: Jason spezza la schiena dell'animatore servendosi del suo ginocchio;
- Abbraccio dell'orso: Jason abbraccia l'animatore spezzandogli la schiena;
- Schianto a terra: Jason solleva l'animatore per poi schiantarlo al suolo;
- Testa strappata: Jason decapita l'animatore tirandolo all'indietro;
- Strangola: Jason strangola l'animatore spezzandogli il collo;
- Occhio cavato: Jason cava gli occhi all'animatore;
- Testa spaccata: Jason rompe la testa all'animatore;
- Colpo in testa: Jason decapita l'animatore con un potentissimo pugno;
- Schiacciamento testa: Jason ruota l'animatore e gli rompe la testa;
- Calcio in testa: Jason calpesta la testa dell'animatore dopo averlo schiantato al suolo;
- Pugno al cuore: Jason perfora il petto dell'animatore con un potentissimo pugno;
- Mandibola strappata: Jason strappa la mandibola all'animatore;
- Rottura del ginocchio: Jason strappa una gamba all'animatore;
- Torcicollo: Jason ruota la testa dell'animatore spezzandogli il collo;
- Strangolatore a 2 mani: Jason strangola l'animatore usando entrambe le mani;
- Calcio di Punizione: Jason uccide l'animatore con un potentissimo calcio;
- Disarma: Jason strappa le braccia all'animatore;
- Giocatore di Rugby: Jason colpisce l'animatore usando la sua maschera.

### Prese letali con l'arma

#### Jason 2 - piccone
- Apriscatole: Jason colpisce la testa dell'animatore col suo piccone, ruotandola su se stessa;
- Buco in gola: Jason colpisce la nuca dell'animatore col suo piccone;
- Testata: Jason pianta il piccone in faccia all'animatore;
- Scalpiccio: Jason spinge l'animatore verso il piccone e lo infilza calpestandolo;
- Colpo al collo: Jason colpisce l'animatore col piccone sotto al mento;
- Spazzata di gambe: Jason colpisce col piccone prima la gamba e poi la nuca dell'animatore.

#### Jason 3 - ascia
- Taglio inguine: Jason infilza l'ascia all'inguine dell'animatore dopo averlo gettato a terra;
- Decapitazione: Jason butta a terra l'animatore per poi decapitarlo con l'ascia;
- Storditore: Jason colpisce l'animatore col manico dell'ascia stordendolo per poi piantargliela in faccia;

#### Jason 4 - mannaia
- Chop Suey: Jason colpisce l'animatore con la sua mannaia per poi buttarlo a terra e decapitarlo;
- Jarvis: Jason schianta la mannaia in testa all'animatore lasciando il resto alla forza di gravità (quest'uccisione è la stessa che Tommy Jarvis ha usato per uccidere Jason nel quarto film, da cui anche deriva il nome dell'uccisione);
- Sopra e sotto:  Jason colpisce l'animatore con la sua mannaia all'inguine e in testa;
- Gola tagliata: Jason sgozza l'animatore con la mannaia;
- Gambizzatore: Jason taglia una gamba all'animatore per poi ucciderlo;
- Sbattuto e spaccato: Jason infila al mannaia nel terreno e afferrando l'animatore per le gambe, gli taglia metà busto.

#### Jason 5 - cesoie
- Hedge Trimmer: Jason taglia le braccia e la testa all'animatore con le sue cesoie;
- Last Breath: Jason infilza le lame delle cesoie alla tempia e al mento dell'animatore;
- You're so Vein: Jason apre le braccia all'animatore;

#### Jason 6 - lancia
- Metti al tappeto: Jason butta a terra l'animatore infilzandogli la lancia in faccia;
- Impalamento lancia: Jason impala l'animatore con la sua lancia;
- Kebab: Jason infilza la lancia per terra e trascina la testa dell'animatore per tutto il manico

#### Jason 7 - machete
- Sventra: Jason sventra l'animatore dall'alto verso il basso col machete;
- Smembra: Jason spinge a terra l'animatore per poi amputargli le braccia e colpirlo in testa;
- Pugnalata machete: Jason pugnala l'animatore col machete;
- Lo Sventra-pesce: Jason sventra l'animatore dal basso verso l'alto col machete;
- Distributore di caramelle:  Jason sgozza l'animatore e lo decapita con un pugno;
- Pamela: Jason decapita l'animatore col machete (quest'uccisione è la stessa che Alice Hardy ha usato per uccidere Pamela Voorhees nel primo film, da cui deriva anche il nome dell'uccisione);

#### Jason 8 - ascia antincendio
- Doppio colpo: Jason colpisce ripetutamente l'animatore con l'ascia per poi decapitarlo;
- Attacco mento: Jason infilza il mento dell'animatore con la punta dell'ascia;
- Lancio ascia antincendio: Jason lancia l'ascia contro l'animatore centrandolo con precisione.

#### Jason 9 - ascia da combattimento
- Come aprire una noce di cocco: Jason spinge la testa dell'animatore contro l'ascia;
- Pugnalata petto decapitazione: Jason colpisce l'animatore al petto per poi decapitarlo;
- Decapita: Jason amputa le braccia e decapita l'animatore con 3 colpi secchi.

#### Jason savini - forcone
- Pugnalata forcone: Jason infilza gli occhi dell'animatore col forcone;
- Sollevamento forcone: Jason solleva l'animatore col forcone e lo lancia all'indietro;
- Infilza: Jason infilza il forcone in testa all'animatore.

## Animatori
Ogni personaggio ha delle abilità, espresse in punti da 1 a 10 e riportate nella tabella sottostante. In tutto, sono presenti 13 animatori. A questi si aggiunge Tommy Jarvis che però deve essere contattato in ogni partita e sarà giocabile solo dal primo giocatore morto o fuggito.
|                         | Padronanza di sé (composure) | Fortuna (luck) | Riparazione (repair) | Velocità (speed) | Energia (stamina) | Furtività (stealth) | Forza (strength) |
| ----------------------- | ---------------------------- | -------------- | -------------------- | ---------------- | ----------------- | ------------------- | ---------------- |
| Adam Palomino           | 7                            | 2              | 6                    | 5                | 4                 | 3                   | 8                |
| Chad Kensington         | 1                            | 10             | 2                    | 9                | 4                 | 6                   | 3                |
| Brandon Wilson (Buggzy) | 4                            | 2              | 1                    | 8                | 8                 | 2                   | 10               |
| Deborah Kim             | 5                            | 3              | 10                   | 4                | 3                 | 9                   | 1                |
| Mitch Floyd             | 9                            | 2              | 8                    | 3                | 4                 | 6                   | 3                |
| Jenny Myers             | 10                           | 9              | 2                    | 3                | 4                 | 6                   | 1                |
| Victoria Sterling       | 4                            | 8              | 3                    | 4                | 7                 | 7                   | 2                |
| A. J. Mason             | 7                            | 1              | 7                    | 4                | 4                 | 10                  | 3                |
| Fox                     | 6                            | 3              | 6                    | 4                | 5                 | 4                   | 7                |
| Vanessa Jones           | 3                            | 6              | 2                    | 10               | 9                 | 1                   | 4                |
| Kenny Riedell           | 5                            | 5              | 5                    | 5                | 5                 | 5                   | 5                |
| Sheldon Finkelstein     | 6                            | 1              | 5                    | 4                | 4                 | 8                   | 7                |
| Tiffany Cox             | 3                            | 4              | 1                    | 6                | 9                 | 10                  | 2                |
| Eric Lachappa (J.R.)    | 4                            | 5              | 10                   | 3                | 2                 | 8                   | 3                |
| Tommy Jarvis            | 10                           | 10             | 10                   | 10               | 10                | 10                  | 10               |

## Il futuro diFriday the 13th: The Game
L’11 giugno 2018, Gun Media ha annunciato di aver cancellato tutti i futuri contenuti del gioco (come Uber Jason #link) a causa di una controversia legale sui diritti del franchise cinematografico tra Victor Miller e Sean S. Cunningham (rispettivamente lo scenografo e il regista del primo film della saga) iniziata nel 2016. Il 20 giugno 2018 è stato confermato che tutti i contenuti promessi (tra cui Uber Jason, Mappa Grendel, nuove emote, nuovi animatori e nuovi vestiti) non saranno aggiunti nel gioco.
Gun Media ha comunque promesso di continuare ad aggiornare il gioco per la risoluzione di bug e per il miglioramento dei server al fine di garantire la migliore esperienza di gioco possibile.
Nel 2023, Gun Media ha annunciato che la vendita del videogioco non sarà più disponibile a partire dal 31 dicembre 2023. Quasi tutte le ricompense sbloccabili e i livelli del videogioco saranno già quasi tutte sbloccate e livellati al massimo (150) ad ogni giocatore, a partite dal 6 luglio 2023.
Inoltre, Gun Media ha annunciato la totale chiusura dei server (comprese le funzionalità peer-to-peer) per la fine del 2024, specificamente programmata per il 31 dicembre 2024, in quanto scadrà la loro licenza ufficiale per tenere il gioco ancora in vita.